# マヌエラ・レッジェーリ
マヌエラ・レッジェーリ（Manuela Leggeri、女性、1976年5月9日 - ）は、イタリアのバレーボール選手。ポジションはミドルブロッカー。元イタリア代表。

## 来歴
1994年、イタリア代表に初選出される。1990年代から国際大会で躍進した代表チームのレギュラーとして活躍した。世界選手権1998、ワールドカップ1999、シドニー五輪に出場した。
2001年から4年間イタリア代表の主将を務め、2001年に地元で開催された欧州選手権で銀メダル、2002年にドイツで行われた世界選手権では金メダル獲得の原動力となった。アテネ五輪に出場した。

## 球歴
- オリンピック - 2000年、2004年
- 世界選手権 - 1998年、2002年
- ワールドカップ - 1999年、2003年
- 欧州選手権 - 1997年、1999年、2001年、2003年
- ワールドグランプリ - 1999年、2000年、2003年、2004年

## 受賞歴
- 2001年 - 欧州選手権　ベストブロッカー賞
- 2003年 - イタリアセリエＡ2002-03　ベストブロッカー賞
- 2004年 - ワールドグランプリ2004　ベストブロッカー賞

## 所属クラブ
- Roma Pallavolo（1994-1995年）
- Volley Altamura（1995-1996年）
- Virtus Reggio de Calabre（1996-1997年）
- Spezzano（1997-1998年）
- Ester Napoli（1998-1999年）
- Volley Modène（1999-2002年）
- Giannino Pieralisi（2002-2005年）
- Megius Volley Padova（2005-2007年）
- ヴィチェンツァ（2007-2008年）
- Sassuolo Volley（2008-2009年）
- ペルージャ（2009-2011年）
- River Volley Piacenza（2011-）